# Erich Hetzl

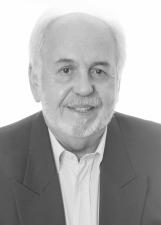
Erich Hetzl (2016)

Erich Hetzl Júnior (* 21. August 1950 in Americana, São Paulo) ist ein Deutschbrasilianer österreichischer Abstammung, der als Politiker und Jurist tätig war. Er war Preifeito (Präfekt) des Municipios Americana.

## Politik
Nach der Bürgermeisterwahl 2000 wurde Hetzl zum stellvertretenden Präfekten von Americana ernannt. 2003 übernahm er die Amtsgeschäfte für den erkrankten Präfekten Waldemar Tebaldi und wurde 2004 mit 39,8 Prozent der Stimmen selbst in dieses Amt gewählt, das er von 2005 bis 2008 für eine Amtszeit bekleidete. 2008 trat er nicht zur Wiederwahl an. 2016 kandidierte er noch einmal als Präfekten von Americana, erreichte mit 21,8 % der Stimmen aber nur einen abgeschlagen zweiten Platz. 2020 kandidierte er wieder für das Amt des stellvertretenden Präfekten, erreichte mit 3,5 Prozent der Stimmen aber nur den siebten Platz.
Wegen Unregelmäßigkeiten bei einer Ausschreibung wurde Hetzl 2019 nach einem mehrjährigen Prozess zu einer Geldstrafe verurteilt.